# Stazione di Chambave
La stazione di Chambave (in francese: gare de Chambave) è un posto di movimento, già stazione ferroviaria, della ferrovia Aosta-Chivasso.

## Storia

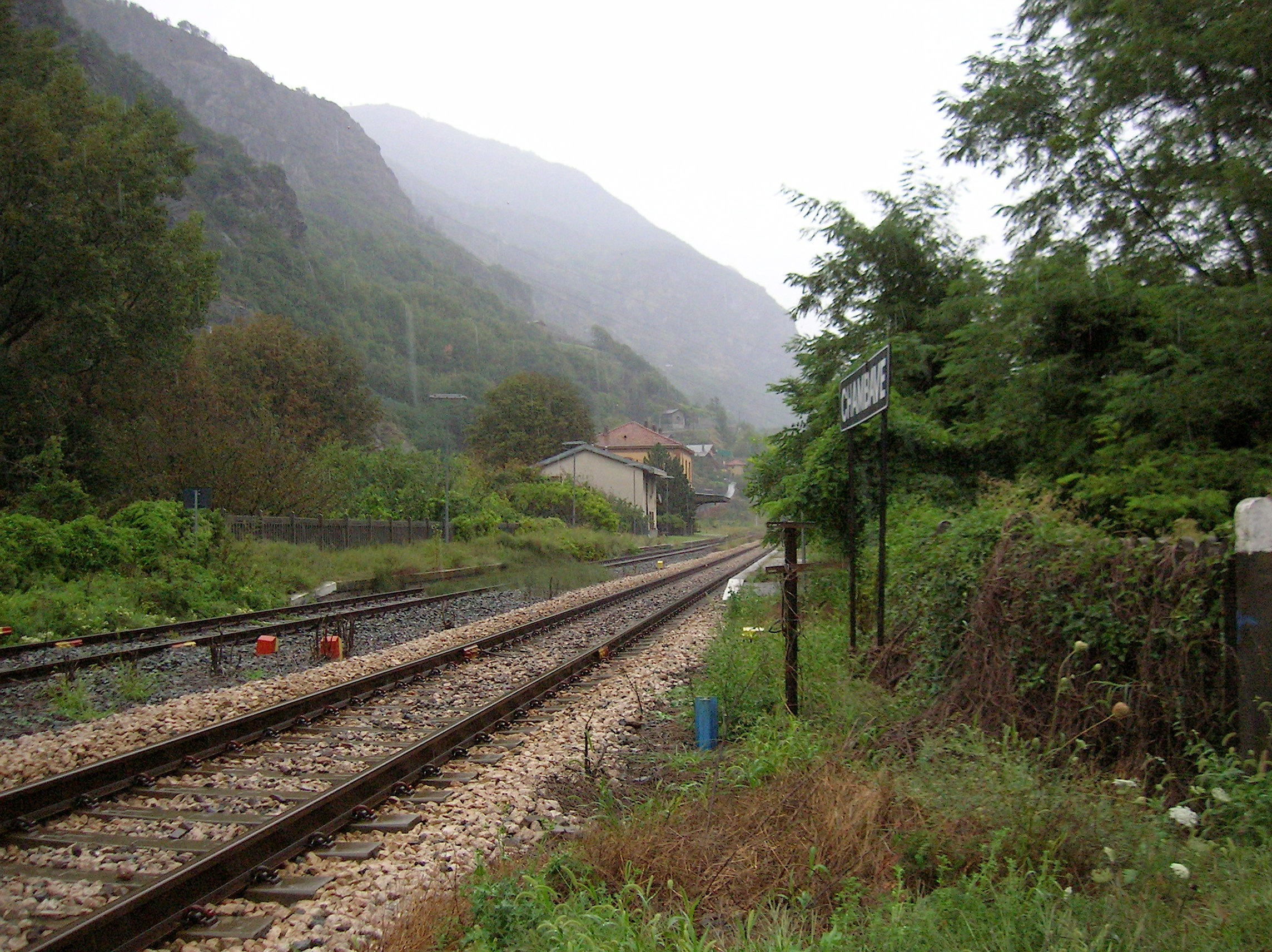
Stazione di Chambave vista dai binari

Fu inaugurata nel 1886 come stazione della linea ferrovia Chivasso-Ivrea-Aosta.
Nel 1940, nell'ambito dell'italianizzazione dei toponimi valdostani, assunse la nuova denominazione di "Ciambave". Successivamente riprese la denominazione originaria.
La stazione è priva di servizio viaggiatori a partire dagli anni novanta, trasformata in posto di movimento con la possibilità di effettuare incroci in caso di ritardo, o per esigenze di circolazione. Successivamente è stata resa impresenziata e gestita in telecomando dal Dirigente Centrale Operativo con sede a Torino.

## Strutture e impianti
La stazione possiede un fabbricato viaggiatori, due banchine e due binari. Disponeva anche di uno scalo merci composto da un piano caricatore e alcuni binari tronchi di cui uno al servizio della stessa banchina merci, utilizzati per ricovero di mezzi d'opera di RFI.
A ovest del fabbricato passeggeri era presente un passaggio a livello fino al 12 dicembre 2015.